# Lime
Lime (nome comercial da empresa Neutron Holdings, Inc.) é uma empresa dedicada ao aluguer e partilha de trotinetas elétricas, bicicletas e automóveis em várias cidades do mundo. Os clientes podem encontrar e desbloquear os veículos através de uma aplicação, não estando estes sujeitos ao parqueamento em zonas ou docas designadas pela empresa nem a horas de funcionamento fixas. Em setembro de 2019, estava presente em mais de 120 cidades e 30 países, sendo considerada uma das principais startups desse ano.

## História
A empresa foi fundada em janeiro de 2017 por dois executivos da Fosun International, tendo lançado os seus serviços em junho desse mesmo ano na Universidade da Carolina do Norte em Greensboro, com uma frota de 125 bicicletas. No mês seguinte, expandiu a sua área de cobertura para diversas cidades estadounidenses, entre elas Seattle, onde se tornou no segundo operador de bicicletas partilhadas mais utilizado na cidade.
Em janeiro de 2018, a companhia anunciou o início de testes para a sua oferta de bicicletas elétricas, denominadas Lime-E, em São Francisco. No mês seguinte, foi anunciada a disponibilidade das trotinetas eléticas Lime-S. Em maio de 2018 adquire o seu nome atual, anunciando também uma parceria com a Segway para a produção de novas trotinetas e planos para o desenvolvimento de veículos de trânsito rápido pessoal autónomos. Mais tarde, em outubro, inicia as operações do seu serviço de partilha de automóveis designado LimePod.
Os seus serviços foram lançados em Portugal na cidade de Lisboa, em outubro de 2018, sendo a primeira companhia a disponibilizar trotinetas elétricas partilhadas no país. Expandiu a sua cobertura em março do ano seguinte para a cidade de Coimbra, área que abandonou pouco depois, em agosto do mesmo ano.
No Brasil, estreou-se em julho de 2019 nas cidades de Rio de Janeiro e São Paulo. Em janeiro de 2020, a empresa anunciou sua saída do país.

## Acolhimento
A oferta da Lime foi criticada e restrita por várias cidades em todo o mundo, tendo recebido ordens das cidades de São Francisco, Madrid ou Valência para cessar a sua operação ou recolher todos os seus veículos por não se ajustar à legislação em vigor nesses territórios, bem como o estacionamento abusivo e outros comportamentos incívicos dos seus utilizadores.
A empresa também procedeu a várias rondas de recolha de trotinetas devido a avarias técnicas, como baterias em mau estado ou a ativação espontânea dos travões em andamento, o que levou à suspensão do serviço em Basileia, Zurique, Auckland e Dunedin após várias queixas de clientes.